# Secure attention key
Secure attention key (SAK) nebo secure attention sequence (SAS) je speciální klávesová zkratka, která musí být stisknuta na klávesnici před tím, než systém zobrazí přihlašovací dialog, který musí být pro uživatele stoprocentně důvěryhodný. Jádro operačního systému, které komunikuje přímo s hardwarem počítače, umí detekovat, zdali byla secure attention key stisknuta. Pokud takovou událost detekuje, zahájí přihlašovací proces.
Secure attention key je navržena k znemožnění podvržení přihlašovacího dialogu, jelikož jádro pozastaví všechny procesy, včetně těch navržených k maskování se za přihlašovací dialog počítače, před tím, než spustí důvěryhodnou operaci přihlášení.
Na systémech, které jsou nastaveny tak, aby využívaly SAK, musí uživatelé nedůvěřovat jakémukoliv přihlašovacímu dialogu, který se zobrazí bez stisknutí SAK.
V operačních systémech patřící do rodiny Microsoft Windows je toto zajišťováno komponentou winlogon. Použití secure attention key může být také vyžadováno Windowsím dialogem Řízení uživatelských účtů (UAC).

## Příklady
- Ctrl+Alt+Del pro systémy založené na Windows NT
- Alt+SysRq+K pro Linuxové systémy
- Ctrl+X Ctrl+R pro AIX
- Break pro OpenVMS

## Použití BIOSem
Podobná klávesová zkratka, jako je Ctrl+Alt+Del, je často používána BIOSem pro vynucení restartu během bootování počítače.